# Hyperia atlantica
Hyperia atlantica är en kräftdjursart. Hyperia atlantica ingår i släktet Hyperia och familjen Hyperiidae. Inga underarter finns listade i Catalogue of Life.